# Geotrogus rectibasis
Geotrogus rectibasis är en skalbaggsart som beskrevs av Edmund Reitter 1902. Geotrogus rectibasis ingår i släktet Geotrogus och familjen Melolonthidae. Inga underarter finns listade i Catalogue of Life.